# Judicael de Domnònia
Judicael (el nom apareix com Judicael ap Hoel, Iudicael, Judicaël, Judhaël, Judhael, Judhel, Juhel, Jézéquel, Jezekel, Jezekael, Jekel, Jezekelig, Jikael, Jikel, Gicquel, Giquel, Gaël i Gaëlle) nascut vers 590 - mort el 16 o 17 de desembre del 658) fou un sant bretó, fill del rei Judael (Judhaël) de Domnònia i de la reina Pritelle. Era rei de Domnònia al segle VII.

## Biografia
Va néixer vers l'any 590 i era el fill gran de Judael (Judhaël), rei de Domnònia i de la reina Pritella, filla gran d'Ausoc, príncep del comtat de Léon. Era el gran de quinze germans i una germana uns quants dels quals estan incloses a la llista de sants bretons, destacant sant Josse. A la mort del seu pare vers el 605, encara que era el gran i hereu, va preferir retirar-se al monestir de Saint-Jean de Gaël que havia construït poc abans sant Méen, i va abdicar la corona en favor del seu germà Judoc (o Josse). Aquest també va abraçar la vida monàstica i Judicael va haver de sortir del monestir per agafar el tron del regne de Domnònia. Durant 20 anys va governar el regne amb autoritat i saviesa. Després de casar-se amb Morona el 630 (de la que va tenir un fill conegut com a Gradlon Flam), fou coronat el 632 i fou amb sant Eloi a l'origen del tractat de 636 signat a Clichy donant al rei Dagobert I dels francs la sobirania de la Bretanya. Vers el 640 es va retirar altre cop a un monestir a Gaël (es diu que al monestir de Paimpont que havia fundat), i hauria mort la nit del 16 al 17 de desembre del 658. Fou enterrat al costat del seu mestre sant Méen.

## Posteritat
Els seus hereus naturals foren els seus germans Judoc i el seu fill o nebot Winoc que van renunciar al tron i es van retirar a monestirs. No se sap qui el va succeir al capdavant del regne de Domnònia.
Dom Morice basant-se en una vida del rei Judicael redactada al segle xi pel monjo Ingomar en la que aquest precisa que tots els prínceps que van regnar a Bretanya després de Judicael eren descendents d'aquest rei, en va fer un ancestre d'un suposat Erispoe comte de Rennes i la nissaga d'antics reis de Bretanya que designa com el pare de Nominoe.